# Dunaújváros külső megállóhely
Dunaújváros külső megállóhely egy Fejér vármegyei vasúti megállóhely Dunaújváros városában, a MÁV üzemeltetésében. A központtól nyugatra, a különálló Pálhalma városrész közelében helyezkedik el, közvetlenül a 62-es főút vasúti keresztezése mellett.
A személyszállító vonatok 2023. december 9. óta a megállóhelyen nem állnak meg.

## Vasútvonalak
A megállóhelyet az alábbi vasútvonalak érintik:
- Pusztaszabolcs–Paks-vasútvonal

## Kapcsolódó állomások
A megállóhelyhez az alábbi állomások vannak a legközelebb:
- Rácalmás vasútállomás (Pusztaszabolcs–Paks-vasútvonal)
- Dunaújváros vasútállomás (Pusztaszabolcs–Paks-vasútvonal)

## Forgalom
A 2023. téli menetrendváltás előtt a G42, S42 és Z42-es személyvonatok álltak meg ezen a megállóhelyen.